# Picea morrisonicola
Espèce
Picea morrisonicola est une espèce d’épicéas, de la famille des Pinaceae originaire du Mont Morrison à Taiwan.

## Description
Se caractérise par ses rameaux jaunâtres et glabres.